# The Hieroglyphic
The Hieroglyphic è un cortometraggio muto del 1912 diretto da Charles L. Gaskill. Prodotto dalla Vitagraph, il film aveva come interpreti Tom Powers, Zena Keefe, Harry Northrup, Edwin R. Phillips e Wallace Reid.

## Trama
Deluso dal figlio Edgar, che conduce una vita dissipata, Peter Barton lascia erede di tutto il suo patrimonio la nipote Mary. Edgar, però, ruba il testamento che gli viene a sua volta rubato da Jack Smart, un suo compare di stravizi. Mary, trovandosi nella necessità di trovarsi un lavoro, diventa giornalista. Tom Swayne, di cui la ragazza si è innamorata, recupera in un ristorante un foglio scarabocchiato lasciato sul tavolo da Smart. Confrontato con una busta che Mary ha trovato nella stanza di Edgar, i due capiscono che anche quella apparteneva a Smart, che ha riempito il foglio con gli stessi geroglifici. Smart, intanto, accetta di restituire il testamento a Edgar in cambio di diecimila dollari. L'incontro tra i due, che si svolge sempre nello stesso ristorante frequentato da Smart, viene interrotto dall'intervento di Tom e Mary, che sono accompagnati da un poliziotto. L'agente sequestra il documento che stava per essere distrutto da Edgar e lo riconsegna a Mary.

## Produzione
Il film fu prodotto dalla Vitagraph Company of America.

## Distribuzione
Distribuito dalla General Film Company, il film - un cortometraggio in una bobina - uscì nelle sale cinematografiche statunitensi il 4 maggio 1912.